# فرانسيس كرو
كانت فرانسيس كرو (بالإنجليزية: Frances Crowe)‏ (هايد قبل الزواج، عاشت في الفترة من الخامس عشر من مارس 1919 حتى السابع والعشرين من أغسطس 2019) ناشطة سلام أمريكية ومناهضة للحرب من بايونير فالي غربي ماساتشوستس.

## النشأة
وُلدت فرانسس هايد في كارثج بولاية ميزوري في الخامس عشر من مارس 1919. حصلت على شهادات من كلية ستيفنز في كولومبيا بميزوري في 1939، وجامعة سيراكيوز في 1941، وأجرت دراسات عليا في جامعة كولومبيا والمدرسة الجديدة للبحوث الاجتماعية. تزوجت توماس كرو سنة 1945 وأنجبت ثلاثة أولاد.

## الحياة المهنية والنشاط
عملت كرو في مختبرات بل خلال الحرب العالمية الثانية. أصبحت ناشطة في مجال السلام عام 1945 في أعقاب القصف للسكان المدنيين في درسدن وهيروشيما وناغاساكي. أدّت مشاركتها في احتجاجات عديدة إلى اعتقالها، ومحاكمتها، وسجنها. كانت ناشطة في جمعية الأصدقاء الدينية، ولجنة أمريكا لخدمات الأصدقاء (التي أدارت المكتب المحلي لها من الطابق السفلي لبيتها في نورثهامبتون بماساتشوستس لعدة عقود)، ورابطة مقاومي الحرب، وشاركت في تأسيس مركز ترابروك للسلام (الذي يتخذ من دديرفيلد بماساتشوستس مقرًا له) ولجنة إنهاء الفصل العنصري (مقرها في سبرينغفيلد، بماساتشوستس). أسست في ستينيات القرن العشرين فرع نورثهامبتون في ماساتشوستس للرابطة النسائية الدولية للسلام والحرية، ولجنة ساني للسياسة النووية، ومركز فالي للسلام (مقره أميرست، ماساتشوستس)، وشاركت أيضًا في أنشطة المرأة ضد الحرب ومنظمة العفو الدولية.
عملت مُشيرة لمجموعات رافضي التجنيد الإجباري في سنة 1967 خلال حرب فيتنام، مقدِّمة المشورة لأكثر من ألفي شخص حول طلب التقدم للانضمام لحركات معارضي الخدمة العسكرية قبل نهاية الحرب. استمرت في الدفاع عن معارضي الخدمة العسكرية. أصبحت مقاومة لضرائب الحرب منذ بداية حرب العراق، قائلة إنها لن تدفع الأموال للقتل. كانت أيضًا أحد الأعضاء الأساسيين في لجنة نورثهامبتون لوقف الحرب في العراق، والتحالف من أجل السلام والعدالة، وهو تحالف غربي في ماساتشوستس يتألف من أفراد ومنظمات. شُكل التحالف في ديسمبر 2009 استجابة لدعوة الرئيس أوباما إلى زيادة القوات في أفغانستان، وكانت مساعدة للتحالف على تمرير قرار «أعيدوا أموال الحرب إلينا» في نورثهامبتون بماساتشوستس وأمهرست بماساتشوستس.
كانت كرو ناشطة في الحركة ضد الطاقة النووية ومن أجل الطاقة الآمنة في نيو إنغلاند منذ سبعينيات القرن العشرين. كانت واحدة من ألف وأربعمئة وأربعة عشر شخصًا اعتُقلوا عند احتلال موقع بناء محطة الطاقة النووية في سيبروك في أبريل 1977. اعتُقلت عدة مرات خلال سعيها في سبيل السلام والعدالة. اعتُقِلَت ثلاثة اعتقالات، في سبتمبر 2009، اعتُقلت كرو وثلاث نساء أخريات بتهمة العصيان المدني السلمي في محطة فيرمونت يانكي للطاقة النووية. واعتُقلت في العاصمة واشنطن في مظاهرة قدامى المحاربين من أجل السلام في السادس عشر من ديسمبر 2010 (في الحادية والتسعين من عمرها) مع ست نساء أخريات من غرب ماساتشوستس. اعتُقلت في الخامس عشر من يناير 2014 (في الرابعة والتسعين من عمرها) مرة أخرى في محطة فيرمونت يانكي للطاقة النووية. حدث آخر اعتقال لها في الرابع والعشرين من يونيو 2017 وهي في الثامنة والتسعين من عمرها. كانت تحتج على بناء خط أنابيب «كيندر مورغان» النار عبر غابة ماساتشوستس.

## الجوائز
بسبب التزامها طوال حياتها بحركة السلام ومعارضتها التي لا هوادة فيها للحرب من خلال المقاومة الضريبية للحرب، ودعوتها لأسلوب الحياة السلمي، مُنحت جائزة شجاعة الضمير في الرابع من مايو 2007 من قِبل دير السلام في شيربورن، ماساتشوستس. يُحتفظ بأرشيف من أوراقها في مجموعة صوفيا سميث في كلية سميث في نورثهامبتون، ماساتشوستس.
حازت كرو على جائزة جو كالاواي في ديسمبر 2009. في خطاب قبولها الجائزة، قالت كرو: «يكمن الوعي الرئيسي في القاع لا في القمة».